# Dekanat Kolbuszowa Zachód
Dekanat Kolbuszowa Zachód – dekanat diecezji rzeszowskiej składający się z 7 parafii, powstały w wyniku podziału Dekanatu Kolbuszowa w 2012 r.:
- Domatków – Miłosierdzia Bożego
- Kolbuszowa – św. Brata Alberta
- Kosowy – Najświętszego Serca Jezusowego
- Niwiska – św. Mikołaja
- Ostrowy Tuszowskie – Wniebowzięcia Najświętszej Maryi Panny
- Przedbórz – św. Józefa Rzemieślnika
- Trzęsówka – św. Anny